# Titurel

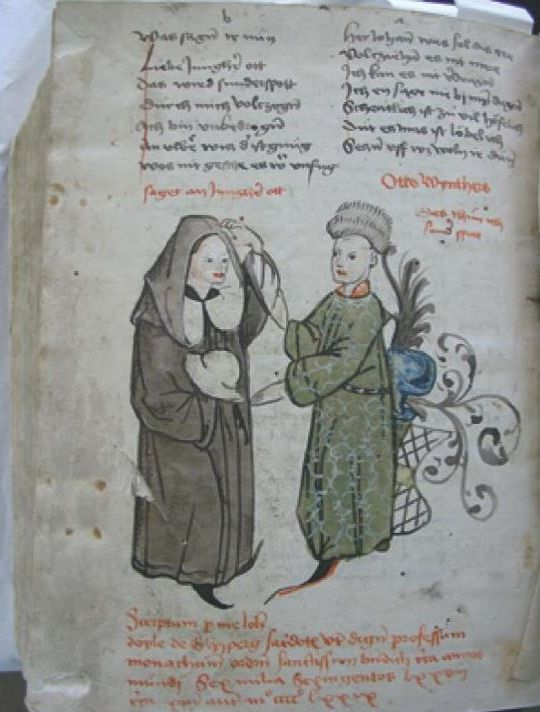
De Jongere Titurel, handschrift Bad Berleburg, door Johannes Doyle von Gleiburg, 1479

Titurel of Titurelfragmenten (ca. 1220) is een onvoltooide Middelhoogduitse Ridderroman, overgeleverd in fragmenten, dat de dichter Wolfram von Eschenbach schreef ná zijn Parzival en Willehalm en gaat vooral over de tragische liefde tussen Sigune en Schionatulander. Titurel zelf is de eerste 'Graalkoning'. Het werk kan zijn geschreven als een Pequel (voorgeschiedenis) van de Parzival.

## Familie

### Sigune
Titurel heeft een zoon, Frimutel. Frimutel heeft vijf kinderen: Anfortas (de 'Visserkoning', die het graalkoningschap aan zijn neef Parzival doorgeeft), Trevrizent, Schoysiane (de eerste graaldraagster), Herzeloyde (Parzivals moeder) en Urrepanse de Schoye (graaldraagster en later de echtgenoot van Feirefiz, Parzivals halfbroer).
Schoysiane, Frimutels dochter, huwt met Kyot van Katelangen, maar ze sterft bij de geboorte van haar dochter Sigune. Koning Tampenteire van Pelrapeire is de broer van Kyot van Katelangen en hij brengt Sigune naar zijn dochter in Brobarz. Die dochter is Condwiramurs, de toekomstige echtgenote van Parzival. De twee meisjes Sigune en Condwiramurs groeien samen op.
In die tijd stierf Castis, die de hand van Herzeloyde had gewonnen op de graalburcht 'Munsalvaesche' en haar koningin had gemaakt van Kanvoleiz en Kingrivals. Herzeloyde was nog maagd, toen ze opnieuw trouwde, ditmaal met de angevin Gahmuret, die Parzivals vader zou worden. Nu heerst Herzeloyde over drie landen: Waleis (Wales), Norgals en Anjou.
Koning Tampenteire overlijdt en Herzeloyde laat haar nichtje Sigune, na vijf jaar in Brobarz te hebben doorgebracht, naar zich overbrengen. Sigune groeit verder op bij haar tante Herzeloyde.

### Schionatulander
De Franse koningin Ampflise was intussen een jongetje toevertrouwd, Schionatulander, Dauphin van Graswaldan (Grésivaudan). Schionatulander was de zoon van Gurzgri, die gedood werd door Mabonagrin bij Schoydelacurt. Schionatulanders grootvader was Gurnemanz van Grahaz. Schionatulanders moeder was Mahaute, de zuster van Schoette, Gahmurets moeder en Ekhunat, de machtige Paltsgraaf van Berbester (Barbastro). 
Toen Gahmuret van Ampfilse 'het schild ontving', kreeg hij ook de zorg over Schionatulander. Schionatulander zou met Gahmuret meegaan naar het 'heidenland' van baruc ('gezegende') Ahkarin en met Gahmuret terugkeren naar Waleis. Nadat Gahmuret in Kanvoleis de hand had gewonnen van Herzeloyde, groeiden Sigune en Schionatulander samen op. Ze werden op elkaar verliefd en durfden het uiteindelijk aan Gahmuret en Herzeloyde te vertellen.

## Twee tekstfragmenten

### Fragment I
Het eerste tekstfragment is een uiteenzetting van het boven genoemde familieverhaal en een gesprek over liefde tussen Sigune en Schionatulander. Dan vertrekt Gahmuret, koning van drie landen, om het op te nemen tegen de broers Pompeius en Ipomidon in het Oosten. Daar zal hij door de hand van Ipomidon bij Baldac (Bagdad) omkomen. Gahmuret neemt Schionatulander mee. Ze reizen van Norgals, via Seville in Spanje. Op de plaats van bestemming vertelt Schionatulander uiteindelijk van zijn liefdesverdriet om Sigune. Sigune, de prinses van Katelangen, stort eveneens haar hart uit bij haar tante Herzeloyde.

### Fragment II
In de volgende tekst zijn Schionatulander en Sigune weer bij elkaar, in het bos. Er is een jachtpartij gaande. Ze krijgen een 'bercelet' te pakken met de naam Gardeviaz, met een kostbare, lange leiband, waar een hele tekst op staat om geliefden de juiste weg te wijzen. De hond rukt zich los uit Sigune's handen, waardoor ze zich verwondt. Schionatulander, die met blote benen in het water stond en door de bramenstruiken rende om de hond te pakken te krijgen, zit vol schrammen. Sigune staat er op, dat ze de tekst verder kan lezen en Schionatulander belooft haar de hond weer bij haar te brengen. 'Het begin van veel problemen', maar hoe het afloopt, vertelt het verhaal niet verder.

## Parzival
Hoe het afloopt was eerder in de Parzival verteld: Schionatulander werd gedood door Orilus van Lalant, de broer van Lehelin. Orilus had eerder Gahmurets broer, Galoës, gedood. Lehelin had twee van de drie landen van Parzival ingenomen: Waleis en Norgals. Parzival kwam Sigune tegen, die rouwde om de dood van haar geliefde, die in haar armen lag. Ze herkende haar neef en vertelde hem zijn naam, Parzival en de betekenis: 'recht midden door'. Ze vertelde hem ook wie zijn ouders zijn en op welke drie landen hij recht heeft: Anschouwe, Waleis en Norgals. Daarna reisde Parzival verder naar Nantes, het hof van koning Artus (Arthur).
Parzival kwam haar nog tweemaal tegen: als hij van de graalburcht wegrijdt en weer naar de graal op zoek is. De eerste keer maakte ze hem verwijten, dat hij Anfortas niet uit zijn lijden had verlost, de tweede keer spoorde ze hem aan het spoor van de graalbode Cundrie la sorcière te volgen. Ze woonde toen in een kluis boven een stromend beekje met in huis de tombe van haar geliefde Schionatulander. Toen Parzival graalkoning was geworden en zijn vrouw op had gehaald, kwam de stoet langs haar kluizenaarswoning. Sigune was in gebed gestorven en zij werd in de tombe naast haar gebalsemde geliefde gelegd.

## De jongere Titurel
Von Eschenbachs afgebroken ridderroman werd rond 1272 voltooid door een zekere Albrecht, men vermoedt Albrecht von Scharfenberg, die er 6300 regels aan toevoegde. Het werk heet Der jüngere Titurel (de jongere Titurel) en ging lange tijd door voor Von Eschenbachs eigen werk.